# Mosteiro de Santa Maria, El Puig
O Mosteiro de Santa Maria é uma igreja de estilo gótico e mosteiro de estilo renascentista localizado na cidade de El Puig, na província de Valência, Espanha.

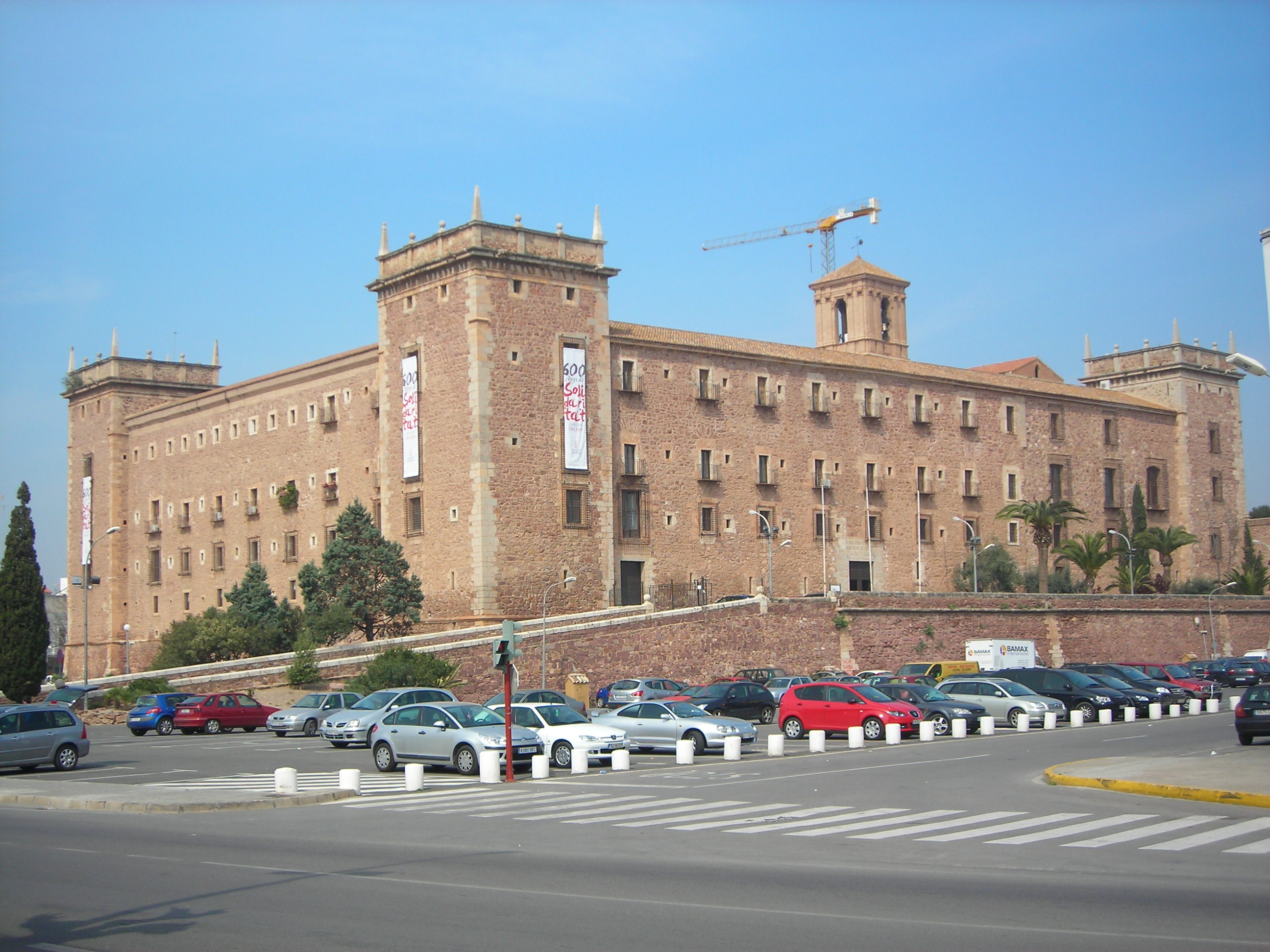
Mosteiro de Santa Maria, El Puig

No mosteiro pode-se visitar os claustros; o salón Real, usado pelos monarcas em suas visitas a Valência; o salón Gótico de Jaume I; e o Salão de Cerâmica. O mosteiro teve muitos usos desde o século XIX. O mosteiro foi transformado em Monumento Histórico-Artístico Nacional em 1969.